# George Mitchell (político rodesiano)
George Mitchell (Ayrshire, 1 de abril de 1867-4 de julio de 1937) fue un político escocés que se desempeñó como Primer Ministro de Rodesia del Sur entre julio y septiembre de 1933. 

## Primeros años
Nacido en Ayrshire, al suroeste de Escocia, el primero de abril de 1867, emigró a Sudáfrica en 1889 a los veintidós años, para trabajar como cajero en el Bank of Africa, y seis años más adelante se trasladó a Matabelelandia para trabajar como director de la sucursal del Bank of Africa en Bulawayo. En 1901 dejó el banco para convertirse en Gerente General de la Rhodesia Exploration and Development Company, la cual buscaba construir propiedades inmobiliarias en Rodesia.

## Carrera política
Aunque construyó una carrera como empresario, en las elecciones legislativas de 1911 de Rodesia del Sur, fue elegido como diputado al Consejo Legislativo de Rodesia del Sur por el Distrito Oeste, retirándose de los negocios en 1918 para dedicarse completamente a la política. Seguido a esto, se unió al Partido de Rodesia y abogó por la instruración de un Gobierno Responsable para la Colonia de Rodesia del Sur. Reelegido diputado en los comicios celebrados en 1914, se retiró del Consejo Legislativo en 1920. Con el logro de la concesión del Gobierno Responsable para Rodesia del Sur en 1923, Mitchell se presentó como candidato la primera elección a la Asamblea Legislativa de Rodesia del Sur para ocupar un escaño como diputado por el distrito electoral de Bulawayo Sur, pero no tuvo éxito. Se volvió a presentar en los comicios celebrados en 1928, esta vez por el distrito de Gwanda, logrando esta vez entrar al órgano legislativo. El 1 de noviembre de 1930 fue nombrado para servir como Ministro de Minas y Obras Públicas en el Gobierno de Rodesia. Desde el 19 de mayo de 1932 pasó a ocupar la cartera de Minas y Agricultura.
Cuando Howard Moffat renunció al cargo de Premier de Rodesia del Sur en 1933, Mitchell fue elegido como su sucesor; inmediatamente asumió el puesto, Mitchell decidió cambiar el título de Premier por el de Primer Ministro de Rodesia del Sur. Su gobierno fue breve, pues duró hasta la derrota que sufrió el Partido de Rodesia en las elecciones generales de septiembre de 1933, en las cuales el propio Mitchell perdió su escaño, ante el Partido Reformista dirigido por Godfrey Huggins.